# Ha Likejiang
Ha Likejiang, em chinês:哈立克江 (Jiangsu, 18 de agosto de 1992) é um jogador de vôlei de praia chinês.

## Carreira
Em 2013, para o circuito nacional, formou dupla com Wang Xiaohui obtendo o segundo lugar em Shenzhen e conquistaram o quarto lugar na etapa de Xiamen, além das quintas posições em Dunhuang e Yinchuan, e estreou com Bao Jian no circuito mundial no Grand Slam de Xiamen e no Aberto de Durban.Ao lado de Li Jian conquista a medalha de bronze no Campeonato Asiático de Wuhan.
No ano de 2014, estava com Chen Cheng no Aberto de Fuzhou e com Yang Cong na conquista nacional do bronze em Wendeng e com Bao Jian terminou na quinta posição no Aberto de Xiamen do circuito mundial e o nono lugar no Campeonato Asiático de Jinjiang. Em 2015, esteve nacionalmente com Wang Xiaohui obtendo o quinto lugar em Jinjiang e os terceiros postos em Dunhuang  Taishan; depois no circuito mundial esteve com Bao Jian, além da conquista no circuito asiático do título na etapa de Songkhla. Na temporada de 2016, no circuito nacional, esteve com Wang Xiaohui na quinta colocação na etapa de Wendeng, depois, com Bao Jian terminaram em segundo lugar na fase semifinal da Continental Cup da Tailândia e na fase final na Austrália, e finalizaram em quinto na edição do Campeonato Asiático de Sydney.
Na temporada de 2017, esteve novamente com Bao Jian, fnalizando na quinta posição no Campeonato Asiático em Songkhla, depois, no circuito continental, os títulos nas etapas de Dunhuang, Qujing e Qidong, além do terceiro lugar em Wuzhong. NO Circuito Mundial de 2017, esteve também com Li Lei no torneio três estrelas de Qinzhou. Em 2018, iniciou ao lado de Wu Jiaxin, e conquistaram a medalha de ouro no torneio uma estrela de Anapa e o bronze no torneio três estrelas em Haiyang, além do nono lugar no três estrelas de Qinzhou, ainda finalizaram em nono lugar no Campeonato Asiático de 2018 em Satun. Com Gao Peng terminou nesta temporada, na  décima sétima posição no torneio quatro estrelas em Yangzhou e  no de Las Vegas na trigésima terceira colocação.
Retomou a dupla com Wu Jiaxin e foram vice-campeões na etapa de Samila, pelo circuito asiático, em seguida foram medalhistas de bronze no Campeonato Asiático de 2019 em Maoming, depois, campeões da Continental Cup em Zhongwei e disputaram o FIVB Finals em Roma. Em 2020, estiveram juntos na conquista da medalha de prata no Campeonato Asiático em Udon Thani e em 2021, terminaram em quinto na fase final da Continental Cup na Tailândia. Na temporada de 2022, atuaram juntos no Campeonato Mundial de 2019 em Roma, quando ocuparam a trigésima sétima posição e com melhor resultado no circuito mundial, o quinto lugar no Future de Varsóvia, depois no referido circuito, esteve ao lado de Li Zhuoxin obtendo o décimo sétimo lugar no Future de Budapeste, o quinto lugar no Future de Montpellier e o nono em Varsóvia.
Ainda em 2022, retoma a duppla com Wu Jiaxin  e obtiveram a medalha no circuito mundial de ouro no Future de Sohar, e foram vice-campeões em Samila e campeões em Bandar Abbas. Finalizaram juntos em nono lugar na edição do Campeonato Asiático em Bandar Abbas. No Circuito Asiático de 2023, conquistaram o título da etapa de Samila e terminaram em quinto no Campeonato Asiático de 2023 em Fuzhou , também foram medalhistas de ouro nos Futures de Mt. Maunganui, Coolangatta e Wenzhou, além do bronze em Lecce.Estiveram também juntos na edição do Campeonato Mundial de Vôlei de Praia de 2023 nas cidades mexicanas de Tlaxcala de Xicohténcatl,  Apizaco e Huamantla terminaram em décima sétimo lugar.

## Títulos e resultados
- Future de Wenzhou do Circuito Mundial de 2023
- Future de Mt. Maunganui do Circuito Mundial de 2023
- Future de Coolangatta do Circuito Mundial de 2023
- Future de Sohar do Circuito Mundial de 2022
- 1* de Anapa do Circuito Mundial de 2018
- Future de Lecce do Circuito Mundial de 2023
- 3* de Haiyang do Circuito Mundial de 2018